# Atasco-Star
Atasco-Star fue una serie de historietas desarrollada por los autores Rafael Vaquer y Alfonso López, con alguna colaboración esporádica de Francisco Pérez Navarro y el seudónimo conjunto de Franckfurt2, para varias revistas de Editorial Bruguera desde 1980 hasta 1983. La serie presentaba las cómicas aventuras de los transportistas espaciales Mariano y Evaristo y su robot Federico.

## Trayectoria editorial
En 1980, Ana María Palé, nueva directora editorial de Bruguera, propuso a Alfonso López y Rafa Vaquer que volvieran a trabajar con ellos, y crearon la serie Atasco-Star, que fue aceptada en plena época de éxito de la saga Star Wars.
Un año después, se les pidió que aumentaran el número de páginas de cada entrega, y no sólo eso, también empezaron a recurrir al color y rotulación manuales y un dibujo más suelto.

## Serialización
| Número | Título                          | N.º de páginas | Revista         | Fecha                    |
| --- | ------------------------------- | -------------- | --------------- | ------------------------ |
| — | —                               | —              | Pulgarcito 2574 | —                        |
| Argumento: |                                 |                |                 |                          |
| — | «La escaramuza de los planetas» | 2              | Pulgarcito 2579 | 13 de octubre de 1980    |
| Argumento: Parodia de la serie de dibujos animagos Comando G que entonces se emitía en TVE |                                 |                |                 |                          |
| — | «Mundo mutante»                 | —              | Bruguelandia 1  | 29 de junio de 1981      |
| Argumento: Mariano y Evaristo buscan infructuosamente el planeta donde demandan un cargamento de desatascadores hasta que caen en la cuenta de que sus clientes son una pareja de mutantes, que no permanecerán en su estado de bañera y bidé mucho tiempo                      |                                 |                |                 |                          |
| — | «Un rayo de sol, oh, oh, oh»    | —              | Bruguelandia 3  | 28 de septiembre de 1981 |
| Argumento: Mariano y Evaristo son encarcelados por haber traído paneles solares al planeta Atomium, donde su capitoste los tiene prohibidos para que no arruinen su negocio de energía nuclear.                                                                                 |                                 |                |                 |                          |
| — | «Lumbago de Titanes»            | —              | Bruguelandia 4  | 26 de octubre de 1981    |
| Argumento: Parodia de la película Furia de Titanes en la que los transportistas van a parar a El Olimpo S. A., tras haberse estropeado los frenos de su nave, teniendo que cumplir una peligrosa misión para poder salir de allí.                                               |                                 |                |                 |                          |
| — | «Marchando una de anchoas»      | —              | Bruguelandia 5  | 30 de noviembre de 1981  |
| Argumento: Detenidos por practicar la pesca ilegal, se verán envueltos en la lucha del Frente Gorrinista de Liberación (F. G. L.) contra el Gran Visir del planeta, quien ha impuesto el consumo de anchoas para así poder monopolizar el mercado negro de derivados del cerdo. |                                 |                |                 |                          |
| — | «Una del Oeste»                 | —              | Bruguelandia 6  | 28 de diciembre de 1981  |
| Argumento: Parodia de la Guerra Fría con caricatura de Ronald Reagan incluida. |                                 |                |                 |                          |
| — | «La grasa tenía un precio»      | —              | Bruguelandia 7  | 11 de enero de 1982      |
| Argumento: Inversión del caso del Síndrome tóxico, en el los robots de un planeta sufren una intoxicación por consumo de aceite de oliva |                                 |                |                 |                          |
| — | «Solo ante el mejillón»         | —              | Bruguelandia 8  | 15 de febrero de 1982    |
| Argumento: |                                 |                |                 |                          |
| — | —                               | —              | Bruguelandia 9  | —                        |
| Argumento: |                                 |                |                 |                          |
| — | —                               | —              | Bruguelandia 11 | —                        |
| Argumento: |                                 |                |                 |                          |
| — | —                               | —              | Bruguelandia 12 | —                        |
| Argumento: |                                 |                |                 |                          |
| — | —                               | —              | Bruguelandia 13 | —                        |
| Argumento: |                                 |                |                 |                          |
| — | —                               | —              | Bruguelandia 27 | —                        |
| Argumento: |                                 |                |                 |                          |